# آبشینه
روستای آبشینه طبق سرشماری سال ۱۳۹۵ تعداد ۴۲۷ خانوار و مجموعاً ۱٬۴۲۹ نفر جمعیت دارد و در ۵ کیلومتری جادهٔ همدان - ملایر واقع است.
آبشینه مرکز دهستان سنگستان از بخش مرکزی شهرستان همدان در استان همدان است.
این روستا مردمی عمدتاً ورزشکار دارد که اکثرأ کشتی‌گیر می‌باشند
سابقه ورزش کشتی در این منطقه طولانی می‌باشد
کشتی گیران خوبی نظیر (مهدی حاجیلویی) ملی پوش خوش‌اخلاق را به جامعه ورزشی استان و کشور معرفی کرده است. 
این روستا به علت قرارگرفتن در مسیر عبور رود آبشینه دارای باغات فراوانی است، اما در سال‌های اخیر به علت افزایش ارتفاع سد اکباتان و کنترل بیشتر، آب کمتری وارد رودخانهٔ آبشینه می‌شود.
آبشینه دارای باغات و جنگل‌های فراوانی است و در ارتفاع (میانگین) ۱٬۹۰۰ متری قرار گرفته است.

## جاذبه‌ها
رود آبشینه، پل آبشینه، باغ‌ها، جنگل‌ها، کوه‌ها
باغات میوه